# Alchemilla persica
Alchemilla persica es una especie de planta del género Alchemilla, perteneciente a la familia Rosaceae.

## Taxonomía
Alchemilla persica fue descrita por Rothm. en 1934.

## Distribución
Se encuentra en el territorio este de Turquía hasta el Cáucaso e Irán.